# Anatole Kopp
Pour les articles homonymes, voir Kopp.
Anatole Kopp est un architecte et urbaniste français né le 1er novembre 1915 et mort le 6 mai 1990.

## Biographie
Après une scolarité au lycée Buffon puis à Louis-le-Grand, il entreprend des études à l’École nationale supérieure des Beaux-Arts de Paris dont il ne sort pas diplômé. Il entre ensuite à l’Ecole spéciale d’architecture de Paris, puis obtient une bourse au Massachusetts Institute of Technology en 1939. Il revient en France en 1940 puis en 1944 sous uniforme américain lors du débarquement de Normandie.
Sa production est essentiellement constituée de logements sociaux et d'équipements publics. Actif dans les réseaux du Front National de Libération algérien, il travaille également sur des ensembles d’habitation à Oran et Alger.
Il devient militant au Parti communiste français dès 1936 et renouvelle son adhésion en 1947. Il participe alors à la rédaction du Bulletin d’informations et de bibliographie du Centre culturel et économique de l’Association France-URSS sur les thématiques liées à l'architecture, et publie quelques notes dans La Nouvelle critique. Critiquant la doctrine Jdanovienne du PCF, il s'éloigne progressivement du parti à partir de 1953 pour le quitter définitivement en mai 1968.
Professeur à l’université de Paris-VIII, Anatole Kopp s’est impliqué dans le mouvement d’urbanistes marxistes des années 1960-1970 et a fondé avec Henri Lefebvre en 1970 la revue Espaces et Sociétés. Il s'était rapproché de ce dernier une dizaine d'années avant, en participant au groupe L’Étincelle, aux côtés de François Châtelet et d'Yves Cachin.

## Citation
« Ce sont des formes nouvelles qui, seules, peuvent traduire les rapports sociaux nouveaux fondés sur l’esprit collectif, l’abolition de l’exploitation et la planification économique. »[réf. nécessaire]

## Ouvrages
- Changer la vie, changer la ville, UNION GENERA, 1975
- Ville et Révolution. Architecture et urbanisme soviétiques des années vingt, Anthropos, Paris, 1978[6] [lire en ligne]
- Anatole Kopp (préf. Charles Bettelheim), L’Architecture de la période stalinienne, Grenoble, Presses universitaires de Grenoble – École nationale supérieure des beaux-arts, 1978 (réimpr. 1985), 416 p. (ISBN 978-2706101311 et 2-903639-40-X)

« Anatole Kopp montre dans cet ouvrage à travers des textes et des citations des « nouveaux idéologues », à travers les projets retenus lors du concours pour le Palais des Soviets, à travers les grandes réalisations de cette période (l’université et le métro de Moscou par exemple), et aussi à travers des interviews, que l’architecture stalinienne est profondément marquée par le réalisme socialiste, et par la « peur du nouveau ». »

- Quand le moderne n'était pas un style mais une cause, École Nationale Supérieure des Beaux-Arts, Paris, 1988
- Anatole Kopp, sur la ville et la révolution d'Anat Falbel, éditions TriArtis, 2024,  (ISBN 978-2-490198-53-5).